# Wooara
× Wooara, (abreviado Woo) en el comercio, es un híbrido intergenérico entre los géneros de orquídeas Brassavola × Broughtonia × Epidendrum. Fue publicado en Orchid Rev. 91(1080) cppo: 11 (1983).